# Парадокс Бертрана (вероятность)
Парадокс Бертрана — проблема классического определения теории вероятностей. Жозеф Бертран описал парадокс в своей работе Calcul des probabilités (1888) в качестве примера того, что вероятность не может быть чётко определена, пока не определён механизм или метод выбора случайной величины
.

## Формулировка Бертрана
Парадокс Бертрана заключается в следующем: рассмотрим равносторонний треугольник, вписанный в окружность. Наудачу выбирается хорда окружности. Какова вероятность того, что выбранная хорда длиннее стороны треугольника?
Бертран предложил три решения, очевидно верных, но дающих различный результат.

Случайные хорды, выбранные по методу 1; красные — длиннее стороны треугольника, синие — короче

1. Случайные хорды, выбранные по методу 1; красные — длиннее стороны треугольника, синие — короче Метод «случайных концов»: наудачу выберем две точки на окружности и проведём через них хорду. Чтобы посчитать искомую вероятность, представим, что треугольник повёрнут так, что одна из его вершин совпадает с концом хорды. Заметим, что если другой конец хорды лежит на дуге между двумя другими вершинами треугольника, то длина хорды больше стороны треугольника. Длина рассмотренной дуги равна трети длины окружности, следуя классическому определению, искомая вероятность равна {\displaystyle {\frac {1}{3}}}.

Случайные хорды, выбранные по методу 2

2. Случайные хорды, выбранные по методу 2 Метод «случайного радиуса»: зафиксируем радиус окружности, наудачу выберем точку на радиусе. Построим хорду, перпендикулярную зафиксированному радиусу, проходящую через выбранную точку. Для нахождения искомой вероятности представим, что треугольник повёрнут так, что одна из его сторон перпендикулярна зафиксированному радиусу. Хорда длиннее стороны треугольника, если её центр ближе к центру, чем точка пересечения треугольника с зафиксированным радиусом. Сторона треугольника делит пополам радиус, следовательно вероятность выбрать хорду длиннее стороны треугольника {\displaystyle {\frac {1}{2}}}.

Случайные хорды, выбранные по методу 3

3. Случайные хорды, выбранные по методу 3 Метод «случайного центра»: выберем наудачу произвольную точку внутри круга и построим хорду с центром в выбранной точке. Хорда длиннее стороны равностороннего треугольника, если выбранная точка находится внутри круга, вписанного в треугольник. Площадь вписанного круга есть 1/4 от площади большего, значит, исходная вероятность равна {\displaystyle {\frac {1}{4}}}.

Выбор метода также может быть изображён следующим образом. Хорда однозначно задаётся её серединой. Все три метода, описанные выше, дают различное, каждый своё, распределение середины. Методы 1 и 2 представляют два разных неравномерных распределения, в то время как третий метод даёт равномерное распределение по плотности и направлениям хорд в каждой точке. С другой стороны, если посмотреть на изображения хорд ниже, то заметно, что хорды в методе 2 дают равномерно закрашенный круг, а 1-й и 3-й методы не дают такой картины.
|  |  |  |
|  |  |  |

Могут быть придуманы и другие распределения; многие из них дадут разные доли хорд, имеющих большую длину, чем сторона вписанного треугольника.

## Классическое решение
Классическое решение проблемы, таким образом, зависит от метода, которым случайно выбрана хорда. Тогда и только тогда, когда метод случайного выбора задан, проблема имеет чётко определённое решение. Метод отбора не уникален, поэтому не может быть единственного решения. Три решения, представленные Бертраном, соответствуют различным методам отбора, и в отсутствие дополнительной информации нет оснований предпочесть какой-либо один.
Этот и другие парадоксы классического определения вероятности оправдывают более строгие формулировки, включающие частотные вероятности и субъективные Байесовские вероятности.

## Решение Джейнса с использованием принципа неопределенности
Эдвин Джейнс в своей работе 1973 года «Корректно поставленная проблема» предложил решение парадокса Бертрана, основанное на принципе неопределённости: мы не должны использовать информацию, которая не дана в условии. Джейнс указал, что проблема Бертрана не задаёт положение или размер круга, и утверждал, что в таком случае любые точные и объективные решения должны быть «безразличны» к размеру и положению. Иными словами, решение должно быть инвариантно к размерам и трансформациям.
Для иллюстрации: допустим, хорды случайно лежат в круге с диаметром 2 (скажем, после того как в круг с расстояния были брошены соломинки). Затем другой круг с меньшим диаметром (например, 1.1) накладывается на большой. Теперь распределение хорд в меньшем круге должно быть таким же, как и в большем. Если перемещать меньший круг по большему, вероятность не должна меняться. Это должно быть наглядно выражено в случае изменений в методе 3: распределение хорд в маленьком круге может выглядеть качественно другим, нежели их распределение в большом круге.

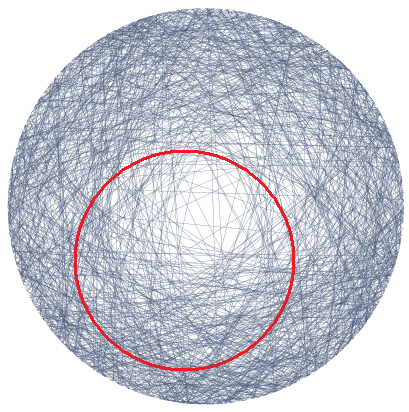

Та же ситуация с методом 1, хотя она более сложна в графическом изображении. Единственно метод 2 инвариантен как размерно, так и трансформационно, метод 3 имеет только размерную инвариантность, метод 1 — ни одной.
Однако Джейнс использовал не только инвариантность для принятия или отвержения данных методов: это означало бы то же самое, что оставить возможность существования ещё не описанного метода, отвечающего критериям здравого смысла. Джейнс использовал интегральные уравнения, описывая инвариантность, для точного определения вероятности распределения. Для данной задачи интегральные равенства действительно имеют единственное решение — то, что названо выше методом 2, методом случайного радиуса.

## Физические эксперименты
Метод 2 — единственное решение, обладающее трансформационной инвариантностью, которая присутствует в определённых физических системах (таких так статистическая механика и физика газов), а также и в предлагаемом Джейнсом эксперименте со случайным бросанием соломинок в круг. Тем не менее, кто-то может провести иные эксперименты, дающие результаты касательно других методов. Например, для того чтобы прийти к решению в методе 1, методе случайных концов, можно прикрепить вращающийся указатель в центр круга и позволить результатам двух независимых вращений отмечать начальную и конечную точки хорд. Для того, чтобы прийти к решению в методе 3, нужно покрыть круг патокой и отмечать первую точку, куда случайно приземлится муха, как серединную точку хорды. Несколько наблюдателей разработали эксперименты для получения различных решений и верификации результатов опытным путём.